# Hogna archaeologica
Hogna archaeologica là một loài nhện trong họ Lycosidae.
Loài này thuộc chi Hogna. Hogna archaeologica được Ralph Vary Chamberlin miêu tả năm 1925.